# Вулиця Данилевського (Харків)
Ву́лиця Даниле́вського — вулиця у Шевченківському районі Харкова, у районі Держпрома. Довжина 1 800 метрів. Починається від вулиці Сумської, перетинається вулицями Трінклера, Літературною, проспектом Науки, вулицею Леся Курбаса. В неї впирається вулиця Юри Зойфера і провулок Самокиша. Закінчується на перетині з Клочківським узвозом. Забудована багатоповерховими будинками. Названа на честь українського фізіолога, академіка Василя Данилевського.

## Історія
Вулиця виникла в 1870-х роках. У той час, як свідчить план міста 1871 року, за пустирем, де зараз знаходиться майдан Свободи і територія обласної клінічної лікарні, в нинішньому кварталі, обмеженому вулицями Данилевського, Трінклера, Культури і Літературною, перебував військовий лазарет. 1877 року, під час російсько-турецької війни поряд з лазаретом були побудовані так звані лазаретні бараки.
У 1889 році Міська дума відвела тут ділянку землі під спорудження школи для сліпих. Вона була побудована в 90-х роках XIX століття (нині це школа-інтернат для сліпих дітей). Між школою і житловим будинком навпроти був залишений проїзд до військового госпіталю, у зв'язку з чим утворився провулок, який отримав назву Госпітального.
У 1890-х роках навпроти військового лазарету виросло клінічне містечко університету (нині територія Обласної клінічної лікарні), який визначив південну сторону провулка. У дореволюційний період Госпітальний провулок, майже повністю забудований, простягнувся до нинішньої Літературної вулиці.
Подальша забудова вулиці належить до радянського періоду. У 20-30-х роках вона пройшла в південно-західному напрямку півкільцем, що повторює вигіни Кільцевої-1 і Кільцевої-2 (нинішній проспект Незалежності), та об'єдналася з Клочківським узвозом. У той час нова ділянка вулиці, яка була забудована багатоповерховими житловими будинками, отримала назву вулиці 14-го З'їзду Рад.
Після Другої світової війни, в 1950-х роках на вулиці зведено кілька нових будівель, забудована значна частина кварталу між вулицями Леся Курбаса та Юри Зойфера.

## Мешканці
В будинку № 16 мешкали:
- в квартирі № 11 — художник Жижемський Володимир Михайлович (1923—1994)[1].
- в квартирі № 20 — художник Космачов Георгій Сергійович (1911—1991)[2].

## Галерея

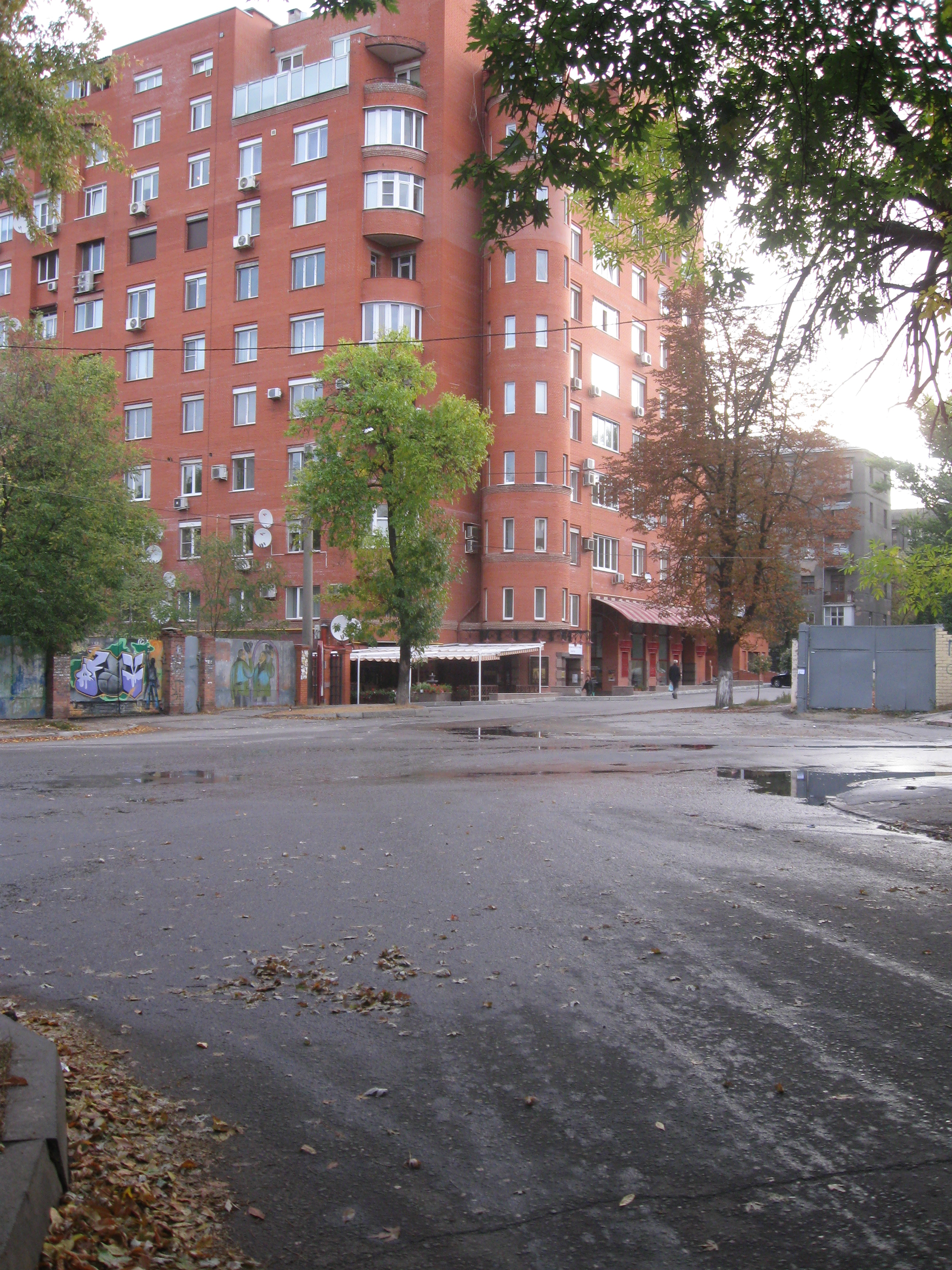
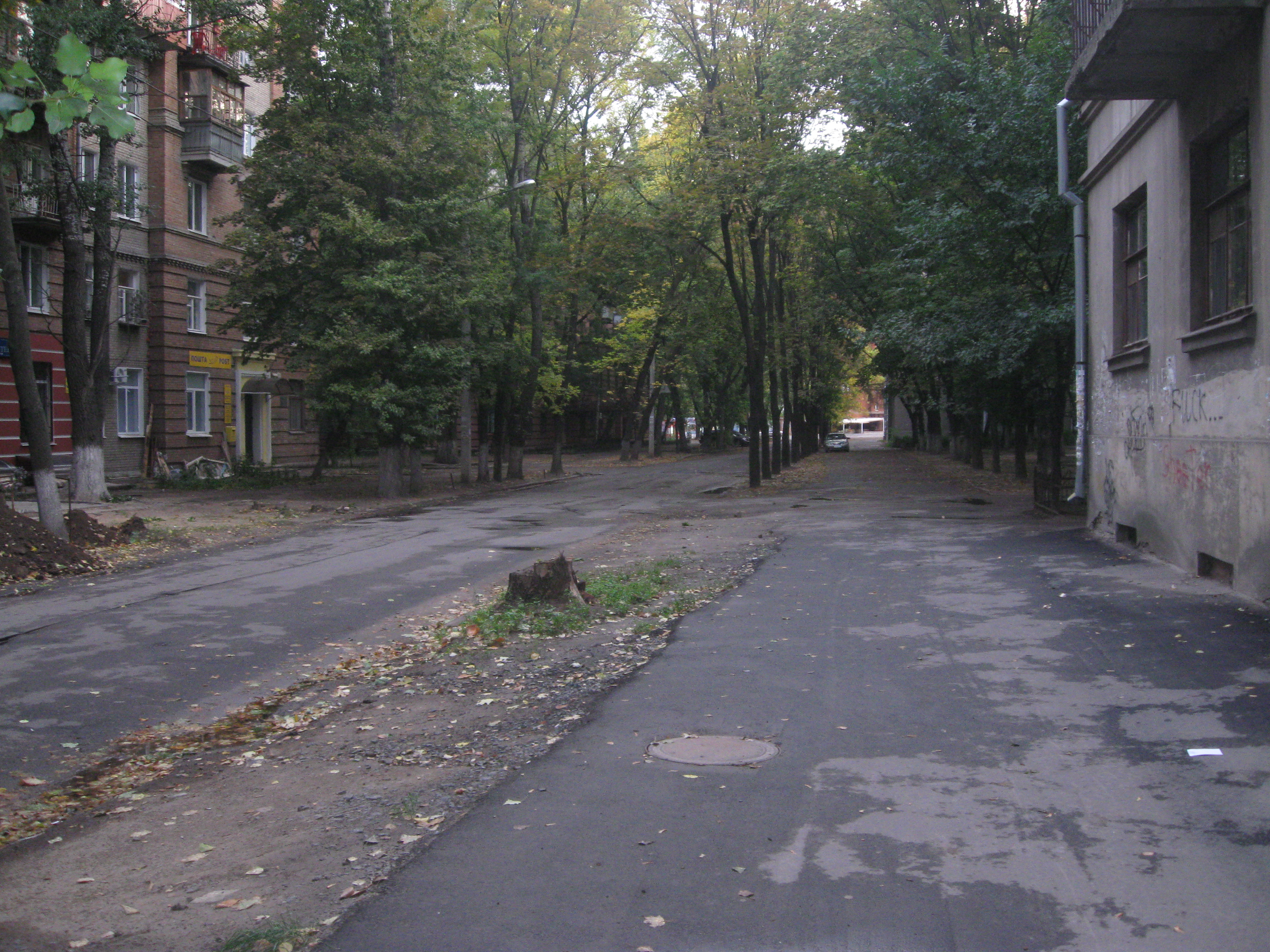
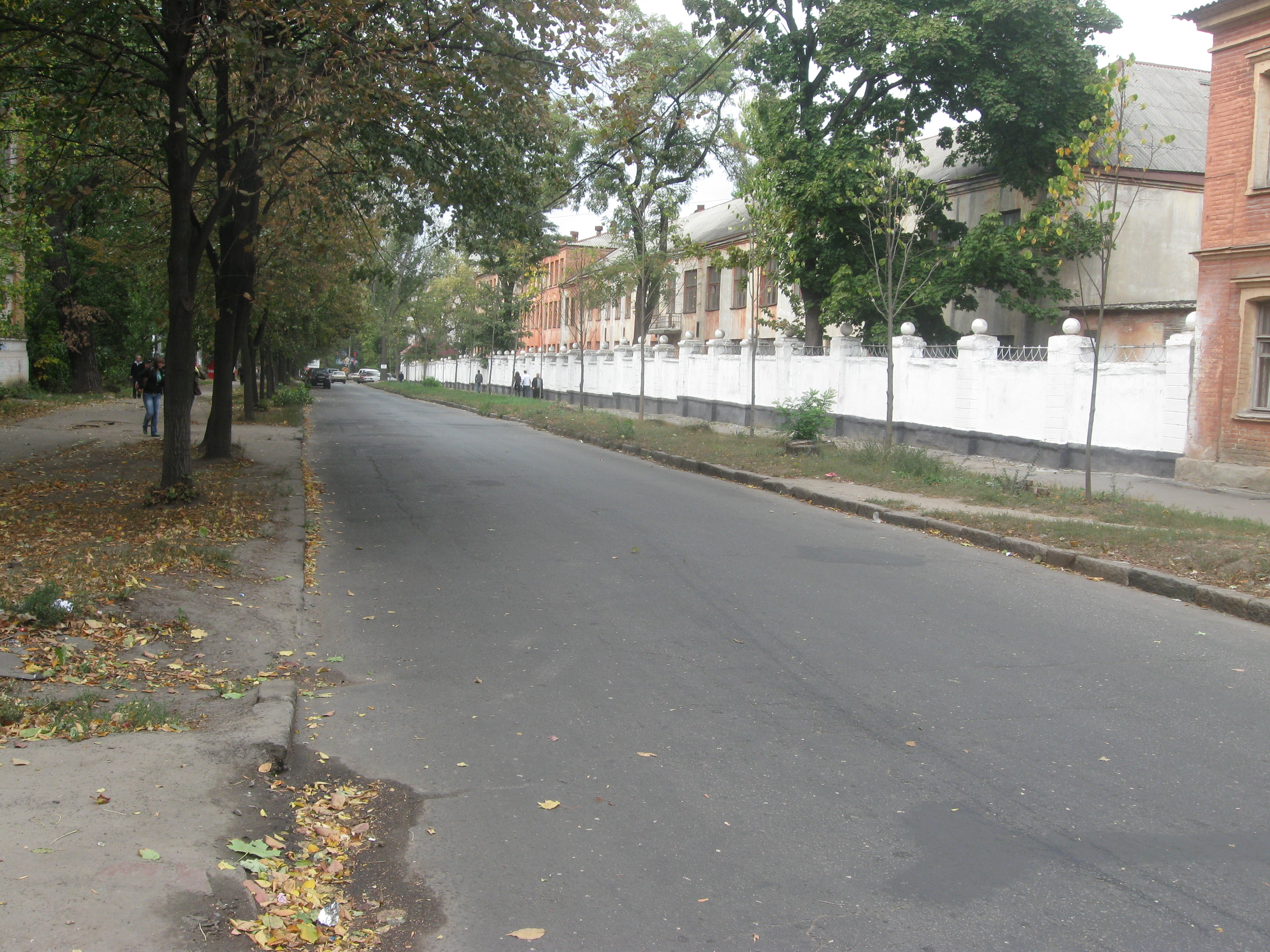
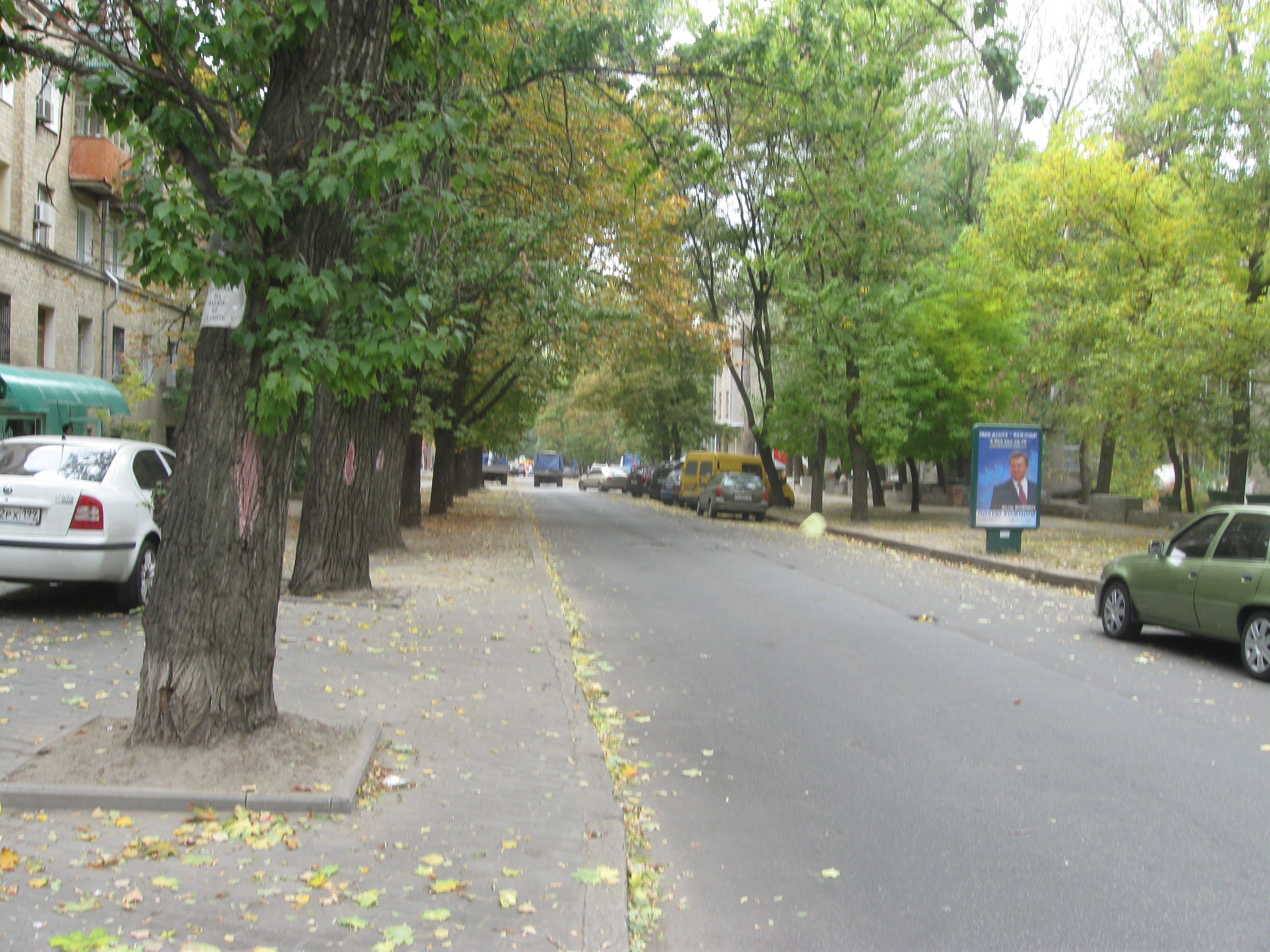
Школа № 105